# Jelenje kamenje
Jelenje kamenje (mongolski: Буган чулуун хөшөө) ili kamenje sobova, poznato kao khirgisüüri među lokalnim stanovništvom u Mongoliji i olennye kamni u Rusiji, su kamene stele visine otprilike 0,5 do 3 m, ukrašene figurama jelena, nakitom, pojasevima i alatima iz brončanog doba. 
Mogu se pronaći u Mongoliji, te u manjem broju u južnom Sibiru i planinskoj regiji Sajan-Altaj u Rusiji i pokrajini Xinjiang u sjevernoj Kini. Podigli su ih nomadi iz brončanog doba oko 1000. godine prije Krista, a kamenje je dobilo ime po najčešćem motivu, letećim jelenima, prikazanim na njima. 
Jelenje kamenje najvažnije su sačuvane strukture koje pripadaju kulturi euroazijskih nomada iz brončanog doba koja se razvila, a zatim polako nestala od oko 1200. do 600. godine prije Krista. Zbog toga su „Spomenici jelenjeg kamenja i srodna nalazišta iz brončanog doba” zapadne i središnje Mongolije upisani na UNESCO-ov popis mjesta svjetske baštine u Aziji i Oceaniji 2025. godine.

## Podrijetlo i rasprostranjenost
Jelenje kamenje korišteno je za ceremonijalne i pogrebne običaje postavljanja kamenja, raširenoj u Euroaziji. Jeleni i sobovi središnje su figure euroazijskog šamanizma. Naime, još su lovci i sakupljači u mezolitiku imali jasne šamanske prakse pokapanja jelenjih rogova u raznim grobovima u sjevernoj Europi, ali i kroz štovanje jelenskih bogova kipovima i petroglifima. Umjetnost jelenjeg kamenja mogla bi neizravno potjecati iz jamna kulture zapadnih stepa (Ukrajina i Rusija) iz 2.-1. tisućljeća prije Krista, s kojima ima neka podudaranja u prikazu ljudskih figura i lica. Kimerijske kurganske stele kemi-obinjske kulture (3700—2200. pr. Kr.) mogle bi biti dio odgovora, te sibirska okunjevska kultura (2700.-1800. pr. Kr.) koji također imaju dugu tradiciju totemskog stojećeg kamenja.
Kao dio „Mongolsko-Smithsonianskog projekta jelenjeg kamenja”, mongolski arheolozi ispitali su 15 tumula s jelenjim kamenjem pomoću 3D skenera. Iskopani su i neki od temeljnih grobova, otkrivajući skitske utjecaje koji vjerojatno predstavljaju prijelaz iz andronovske kulture (oko 2000.–1150. pr. Kr.) u kasniju Xiongnu kulturu (3. st. pr. Kr.), skitsko-azijski narod konjanika.
Do sada je otkriveno preko 900 ovih kamenja, od kojih 700 samo u Mongoliji. 
Kompleks tumula i jelenje kamenje Sanhaizi muzang ji lushi (三海子墓葬及鹿石) može se pronaći u okrugu Qinggil (青河县) u Xinjiangu (Kina), ali i drugim mjestima Xinjianga u regiji Džungarija.
Dodirne točke s ovim spomenicima i njihovim simbolima mogu se pronaći od rijeke Kuban u Rusiji, preko rijeke Južni Bug u Ukrajini, Dobrudže u Bugarskoj, pa sve do rijeke Labe u Češkoj i Njemačkoj.

## Odlike i vrste
Jelenje kamenje u Mongoliji visoko je do četiri metra i postavljeno je izravno u zemlju kao pojedinačni stojeći kameni ili u skupinama, a gotovo se uvijek nalazi u kompleksima koji uključuju velike grobne humke (khirgisüüri) i žrtvenike.
Na njima su složene rezbarije, uglavnom visoko stiliziranim ili reprezentativnim gravurama jelena, a neki čak prikazuju leteće jelene. Pored toga često se javljaju motivi poput ljudskih lica, šara, oružja, kočija i drugih životinja.
Oznake na kamenju i prisutnost žrtvenih ostataka mogli bi ukazivati na religijsku svrhu, možda na glavno mjesto za odvijanje šamanističkih rituala. Neko jelenje kamenje ima krug na vrhu i stilizirani bodež, te pojas na dnu, što je navelo neke znanstvenike, poput Williama Fitzhugha, da pretpostave kako bi kamenje moglo predstavljati duhovno ljudsko tijelo, posebno tijelo istaknute osobe poput ratnika ili vođe. Dekorativni leteći jeleni zapravo bi bili tetovaže na tijelu pokojnika, kao što se vidi kod tetovaža ledene mumije iz Pazyryka (Zlatno Altajsko gorje, središnji Sibir).
Jelenje kamenje podijeljeno je u tri kategorije:
1. Zapadnoazijsko-europski tip
2. Sajansko-altajski tip
3. Klasični mongolski tip, najstariji i najraskošniji

- 1. Zapadnoazijsko-europski tip
- 2. Surtiin Denj, sajansko-altajski tip iz Bürentogtokha (Khövsgöl), Nacionalni muzej Mongolije.
- 3. Jelenjski kamen 14. iz Uushigiin Övöra kod Möröna, klasični mongolski tip
- Jelenji kamen (oko 1000. pr. Kr.), pokrajina Khövsgöl, Mongolija
- Najviši jelenjski kamen u Aziji, između Moruna i jezera Hovsgol.

## Vanjske poveznice
|  | Zajednički poslužitelj ima još gradiva o temi Jelenje kamenje |

- Tei Hatakeyama,  Tumuli i jelenje kamenje u Shiebar-kulu u Xinjiangu, Kina, arhivirano 24. rujna 2015. (engl.)